# سیارک ۲۹۱۴۸
سیارک ۲۹۱۴۸ (به انگلیسی: 29148 Palzer، نامگذاری:1988JE) بیست و نه هزار و صد و چهل و هشتمین سیارک کشف شده‌است که در ۱۰ مه ۱۹۸۸ کشف شد.